# 42.ª edición de los Premios Óscar
La 42.ª edición de los Óscar premió a las mejores películas de 1969. Organizada por la Academia de Artes y Ciencias Cinematográficas, tuvo lugar en el Dorothy Chandler Pavilion de Los Ángeles el 7 de abril de 1970.
Midnight Cowboy se convirtió en el primer y hasta la fecha, única película clasificada X en ganar el Premio a la Mejor película. Por otro lado, They Shoot Horses, Don't They? ostentaría el récord de recibir nueve nominaciones sin conseguir la de mejor película.
Z se convirtió en la segunda película de habla no inglesa en conseguir la nominación como Mejor película desde La gran ilusión en 1938, sin embargo, la película pasaría a la historia del gremio al ser nominada de manera simultánea en las categorías de Mejor película y Mejor película extranjera; siendo la primera producción en lograr dicha hazaña que marcará un importante precedente para las siguientes producciones internacionales en las ediciones venideras.
También sería la última ocasión hasta 1995 en el que ninguno de los cuatro premiados a la mejor interpretación procedían de la película ganadora a la mejor película, así como la primera vez que cada nominación a la actuación, así como cada película nominada importante, fue en color.

## La ceremonia
Esta fue la primera edición de los premios Óscar que se intentó ofrecer a todo el mundo vía satélite. Pero seguno Klaus Lehmann, el ejecutivo de ventas en el extranjero de ABC, aparte de Canadá y México (emitido desde 1953, pero solo en directo desde 1964), solo dos países sudamericanos, Chile y Brasil, estuvieron interesados en la emisión de en directo. La televisión chilena con los derechos fue la Televisión Nacional de Chile mientras que los brasileños fueron vendidos a TV Tupi.

## Ganadores y nominados
Indica el ganador dentro de cada categoría.
| Mejor película Presentado por: Elizabeth Taylor Midnight Cowboy (Cowboy de medianoche) — Jerome Hellman, productor - Anne of the Thousand Days (Ana de los mil días) — Hal B. Wallis, productor - Butch Cassidy and the Sundance Kid (Dos hombres y un destino) — John Foreman, productor - Hello, Dolly! — Ernest Lehman, productor - Z — Jacques Perrin y Ahmed Rachedi, productores | Mejor dirección Presentado por: Myrna Loy John Schlesinger — Midnight Cowboy (Cowboy de medianoche) - Costa-Gavras — Z - Sydney Pollack — They Shoot Horses, Don't They? (Danzad, danzad, malditos) - Arthur Penn — Alice's Restaurant (El restaurante de Alicia) - George Roy Hill — Butch Cassidy and the Sundance Kid (Dos hombres y un destino) |
| Mejor actor Presentado por: Barbra Streisand John Wayne — True Grit (Valor de ley) - Richard Burton — Anne of the Thousand Days (Ana de los mil días) - Dustin Hoffman — Midnight Cowboy (Cowboy de medianoche) - Peter O'Toole — Goodbye, Mr. Chips (Adiós, Mr. Chips) - Jon Voight — Midnight Cowboy (Cowboy de medianoche) | Mejor actriz Presentado por: Cliff Robertson Maggie Smith — The Prime of Miss Jean Brodie (Los mejores años de Miss Brodie) - Geneviève Bujold — Anne of the Thousand Days (Ana de los mil días) - Jane Fonda — They Shoot Horses, Don't They? (Danzad, danzad, malditos) - Liza Minnelli — The Sterile Cuckoo (El cuco estéril) - Jean Simmons — The Happy Ending (Con los ojos cerrados) |
| Mejor actor de reparto Presentado por: Katharine Ross Gig Young — They Shoot Horses, Don't They? (Danzad, danzad, malditos) - Rupert Crosse — The Reivers (Los rateros) - Elliot Gould — Bob & Carol & Ted & Alice - Jack Nicholson — Easy Rider (Buscando mi destino) - Anthony Quayle — Anne of the Thousand Days (Ana de los mil días) | Mejor actriz de reparto Presentado por: Fred Astaire Goldie Hawn — Cactus Flower (Flor de cactus) - Catherine Burns — Last Summer (El verano pasado) - Dyan Cannon — Bob & Carol & Ted & Alice - Sylvia Miles — Midnight Cowboy (Cowboy de medianoche) - Susannah York — They Shoot Horses, Don't They? (Danzad, danzad, malditos) |
| Mejor argumento y guion basados en material factual o material no previamente publicado o producido Presentado por: James Earl Jones y Ali MacGraw Butch Cassidy and the Sundance Kid (Dos hombres y un destino) — William Goldman - Bob & Carol & Ted & Alice — Paul Mazursky y Larry Tucker - Easy Rider (Buscando mi destino) — Peter Fonda, Dennis Hopper y Terry Southern - La caduta degli Dei (La caída de los dioses) — Nicola Badalucco, Enrico Medioli y Luchino Visconti - The Wild Bunch (Grupo salvaje) — Walon Green, Roy Sickner y Sam Peckinpah                                                                                             | Mejor guion basado en material de otro medio Presentado por: Katharine Ross y Jon Voight Midnight Cowboy (Cowboy de medianoche) — Waldo Salt - Anne of the Thousand Days (Ana de los mil días) — John Hale, Bridget Boland y Richard Sokolove - Goodbye, Columbus (Complicidad sexual) — Arnold Schulman - They Shoot Horses, Don't They? (Danzad, danzad, malditos) — James Poe y Robert Thompson - Z — Jorge Semprún y Costa-Gavras |
| Mejor cortometraje Presentado por: Myrna Loy y Cliff Robertson The Magic Machines – Joan Keller Stern - Blake – Doug Jackson - People Soup – Marc Merson | Mejor cortometraje animado Presentado por: Myrna Loy y Cliff Robertson It's Tough to Be a Bird – Ward Kimball - Of Men and Demons – John y Faith Hubley - Walking – Ryan Larkin |
| Mejor documental largo Presentado por: Fred Astaire y Bob Hope Arthur Rubinstein – The Love of Life - Bernard Chevry - Before the Mountain Was Moved - Robert K. Sharpe - In the Year of the Pig - Emile de Antonio - Olimpiada en México - Comité Organizador de los Juegos de la XIX Olimpiada - The Wolf Men - Irwin Rosten | Mejor documental corto Presentado por: Fred Astaire y Bob Hope Czechoslovakia 1968 — Denis Sanders y Robert M. Fresco - An Impression of John Steinbeck: Writer - Donald Wrye - Jenny Is a Good Thing - Joan Horvath - Leo Beuerman - Arthur H. Wolf y Russell A. Mosser - The Magic Machines - Joan Keller Stern |
| Mejor película de habla no inglesa Presentado por: Claudia Cardinale y Clint Eastwood Z, de Costa-Gavras ( Argelia) - Ådalen 31, de Bo Widerberg (Suecia) - Bitka na Neretvi (La batalla del río Neretva) — Veljko Bulajic — (Yugoslavia) - Bratya Karamazovy (Los hermanos Karamazov), de Ivan Pyryev (Unión Soviética) - Ma nuit chez Maud (Mi noche con Maud), de Éric Rohmer (Francia) | Mejor montaje Presentado por: Claudia Cardinale y James Earl Jones Z — Françoise Bonnot - Midnight Cowboy (Cowboy de medianoche) — Hugh A. Robertson - They Shoot Horses, Don't They? (Danzad, danzad, malditos) — Fredric Steinkamp - Hello, Dolly! — William Reynolds - The Secret of Santa Vittoria (El secreto de Santa Vittoria) — William Lyon y Earle Herdan |
| Mejor banda sonora original de una película (no un musical) Presentado por: Barbara McNair y Cliff Robertson Butch Cassidy and the Sundance Kid (Dos hombres y un destino) — Burt Bacharach - Anne of the Thousand Days (Ana de los mil días) — Georges Delerue - The Wild Bunch (Grupo salvaje) — Jerry Fielding - The Reivers (Los rateros) — John Williams - The Secret of Santa Vittoria (El secreto de Santa Vittoria) — Ernest Gold | Mejor banda sonora de una película musical - original o adaptación Presentado por: Elmer Bernstein y Shani Wallis Hello, Dolly! — Lennie Hayton y Lionel Newman - Goodbye, Mr. Chips (Adiós, Mr. Chips) — Leslie Bricusse y John Williams - They Shoot Horses, Don't They? (Danzad, danzad, malditos) — John Green y Albert Woodbury - Paint Your Wagon (La leyenda de la ciudad sin nombre) — Nelson Riddle - Sweet Charity (Noches en la ciudad) — Cy Coleman |
| Mejor canción original Presentado por: Candice Bergen «Raindrops Keep Fallin' on My Head» de Butch Cassidy and the Sundance Kid (Dos hombres y un destino); compuesta por Burt Bacharach y Hal David - «Come Saturday Morning» de The Sterile Cuckoo (El cuco estéril); compuesta por Fred Karlin y Dory Previn - «True Grit» de True Grit (Valor de ley); compuesta por Elmer Bernstein y Don Black - «What Are You Doing the Rest of Your Life?» de The Happy Ending (Con los ojos cerrados); compuesta por Michel Legrand y Alan y Marilyn Bergman - «Jean» de The Prime of Miss Jean Brodie (Los mejores años de Miss Brodie); compuesta por Rod McKuen | Mejor sonido Presentado por: Candice Bergen y Elliott Gould Hello, Dolly! — Jack Solomon y Murray Spivack - Anne of the Thousand Days (Ana de los mil días) — John Aldred - Marooned (Atrapados en el espacio) — Les Fresholtz y Arthur Piantadosi - Butch Cassidy and the Sundance Kid (Dos hombres y un destino) — David Dockendorf y William Edmundson - Gaily, Gaily (Los locos años de Chicago) — Robert Martin y Clem Portman |
| Mejor fotografía Presentado por: John Wayne Butch Cassidy and the Sundance Kid (Dos hombres y un destino) — Conrad Hall - Anne of the Thousand Days (Ana de los mil días) — Arthur Ibbetson - Marooned (Atrapados en el espacio) — Daniel Fapp - Bob & Carol & Ted & Alice — Charles Lang - Hello, Dolly! — Harry Stradling | Mejor dirección de arte Presentado por: Myrna Loy y Jon Voight Hello, Dolly! — John DeCuir, Jack Martin Smith, Herman Blumenthal, Walter Scott, George Hopkins y Raphael Bretton - Anne of the Thousand Days (Ana de los mil días) — Maurice Carter, Lionel Couch y Patrick McLoughlin - They Shoot Horses, Don't They? (Danzad, danzad, malditos) — Harry Horner y Frank McKelvey - Gaily, Gaily (Los locos años de Chicago) — Robert Boyle, George Chang, Edward Boyle y Carl Biddiscombe - Sweet Charity (Noches en la ciudad) — Alexander Golitzen, George Webb y Jack Moore |
| Mejor diseño de vestuario Presentado por: Candice Bergen Anne of the Thousand Days (Ana de los mil días) — Margaret Furse - They Shoot Horses, Don't They? (Danzad, danzad, malditos) — Donfeld - Hello, Dolly! — Irene Sharaff - Gaily, Gaily (Los locos años de Chicago) — Ray Aghayan - Sweet Charity (Noches en la ciudad) — Edith Head | Mejores efectos visuales Presentado por: Raquel Welch Marooned (Atrapados en el espacio) — Robbie Robertson - Krakatoa, East of Java (Al este de Java) — Eugene Lourié y Alex Weldon |

### Óscar honorífico
- Cary Grant, por su talento incomparable en la pantalla, que ha merecido el respeto y afecto de todos sus colegas.

### Premio Humanitario Jean Hersholt
- George Jessel

## Premios y nominaciones múltiples
| Película                                                        | Nominaciones | Premios |
| --------------------------------------------------------------- | ------------ | ------- |
| Butch Cassidy and the Sundance Kid (Dos hombres y un destino)   | 7            | 4       |
| Midnight Cowboy (Cowboy de medianoche)                          | 7            | 3       |
| Hello, Dolly!                                                   | 7            | 3       |
| Z                                                               | 5            | 2       |
| Anne of the Thousand Days (Ana de los mil días)                 | 11           | 1       |
| They Shoot Horses, Don't They? (Danzad, danzad, malditos)       | 9            | 1       |
| Marooned (Atrapados en el espacio)                              | 3            | 1       |
| The Prime of Miss Jean Brodie (Los mejores años de Miss Brodie) | 2            | 1       |
| True Grit (Valor de ley)                                        | 2            | 1       |
| Cactus Flower (Flor de cactus)                                  | 1            | 1       |
| Bob & Carol & Ted & Alice                                       | 4            | 0       |
| Gaily, Gaily (Los locos años de Chicago)                        | 3            | 0       |
| Sweet Charity (Noches en la ciudad)                             | 3            | 0       |
| Goodbye, Mr. Chips (Adiós, Mr. Chips)                           | 2            | 0       |
| The Happy Ending (Con los ojos cerrados)                        | 2            | 0       |
| The Sterile Cuckoo (El cuco estéril)                            | 2            | 0       |
| Easy Rider (Buscando mi destino)                                | 2            | 0       |
| The Wild Bunch (Grupo salvaje)                                  | 2            | 0       |
| The Secret of Santa Vittoria (El secreto de Santa Vittoria)     | 2            | 0       |
| The Reivers (Los rateros)                                       | 2            | 0       |